# Burgfried (Gerichtsbezirk)

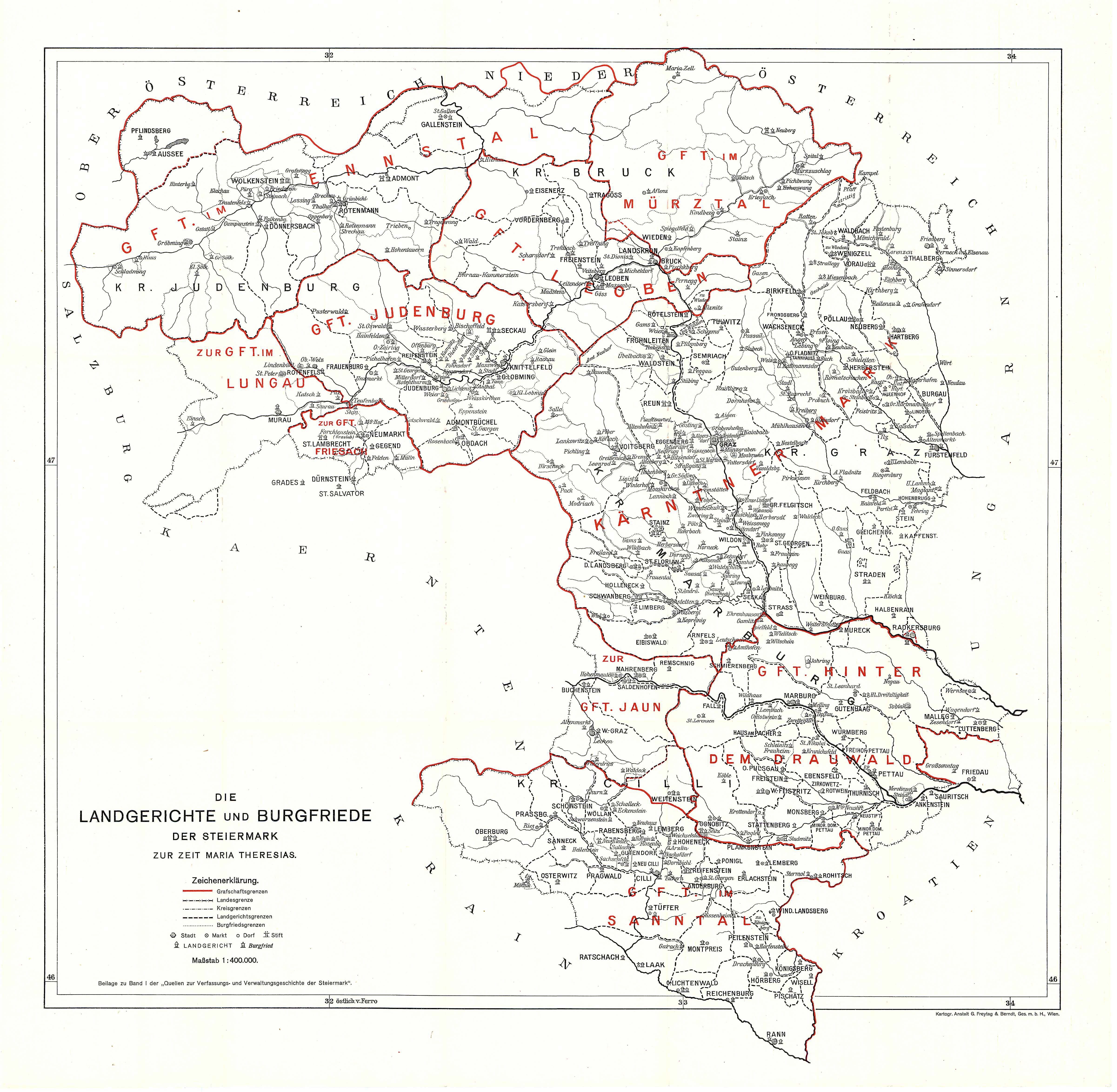
Gerichtsbezirke in der Steiermark Mitte des 18. Jahrhunderts, der Zeit Maria Theresias: Die ohnedies bereits zersplitterten Bezirke der Landgerichte wurden durch Burgfriede noch weiter untergliedert.

Burgfried (auch Purgkhfridt, Purgkhfryd, purckhfridtsgerechtigkheit, Burgfriede, Burgfrieden) ist ein Begriff aus der Gerichtsorganisation des Mittelalters und der frühen Neuzeit bis in das 18. Jahrhundert.

## Gebiet
Er bezeichnet Grundflächen (Schlösser, Bauernhöfe, Wohngebäude und deren Umgebung), die einen eigenen Gerichtsbezirk bildeten und damit vom Zuständigkeitsbezirk des allgemein zuständigen Gerichts ausgenommen (exemt) waren.
In einem Burgfried hatte der jeweilige Grundherr selbst das Recht, bestimmte Angelegenheiten zu entscheiden und Strafen auszusprechen, ohne dafür ein anderes Gericht befassen zu müssen. Ein Burgfried begründete in der Regel das Recht, die niedere Gerichtsbarkeit ohne Einflüsse von außen auszuüben. Er bildete somit ein Privileg des jeweiligen Grundherren, aber auch seiner Untertanen, sich nicht anderen Gerichten stellen zu müssen. Das konnte zunächst materielle Vorteile ergeben, wenn Reisen an entfernte Gerichtsorte nicht notwendig wurden. Welche weiteren Auswirkungen sich daraus ableiteten, kann nur im Einzelfall beurteilt werden. Außerhalb eines Burgfrieds lag die niedere Gerichtsbarkeit zumeist bei Angehörigen der Landstände.

## Rechte
Welche Rechte ein Burgfried umfasste, war unterschiedlich und konnte sich im Lauf der Zeit ändern. Es gab Burgfriede, deren Besitzern nur die Ergreifung und Auslieferung von Verbrechern zustand, nicht aber die Beweisaufnahme oder andere Verfahrensschritte. Das Privileg dieser Burgfriede bestand im Wesentlichen (nur) darin, dass das Personal des zuständigen Richters (und dieser selbst) den Burgfriedsbezirk nicht betreten durften. Andere Burgfriede hatten auch das Recht der „peinlichen Befragung“ (Folter) oder andere Rechte zur Sachverhaltsfeststellung für das Gerichtsverfahren.
Die Rechte eines Burgfrieds konnten so weit gehen, dass von sieben notwendigen Zeugen („Übersiebnung“) bereits fünf im Burgfried gehört wurden, der (eigentlich zuständige) Landrichter nur mehr zwei weitere vernahm „und den Übeltäter nur mit dem Gürtel umwunden zum Vollzuge des Urteils ausgeliefert erhielt“. Burgfriede mit solchen Rechten wurden teilweise bereits als „Landgerichte“ bezeichnet, die Unterscheidung zu den tatsächlichen Landgerichten (deren Rechtsgrundlage nicht eine Grundherrschaft war) ist in der Praxis schwierig zu treffen. Im 18. Jahrhundert entstand aus den unterschiedlichen Burgfriedsrechten die Unterscheidung in privilegierte und unprivilegierte Burgfriede, wobei die Befugnisse der unprivilegierten Burgfriede mit dem Dachtraufrecht gleichgesetzt wurden und diese Burgfriede als „Dachtraufburgfriede“ bezeichnet wurden.
Personen, die einer Tat beschuldigt wurden, die nicht mehr in die Kompetenz des Burgfriedes fiel (beispielsweise schwere Straftaten, die der Blutgerichtsbarkeit unterlagen), wurden an konkret festgelegten Stellen an der Grenze eines Burgfriedes der zuständigen Behörde ausgeliefert und von dieser übernommen.

## Organisation

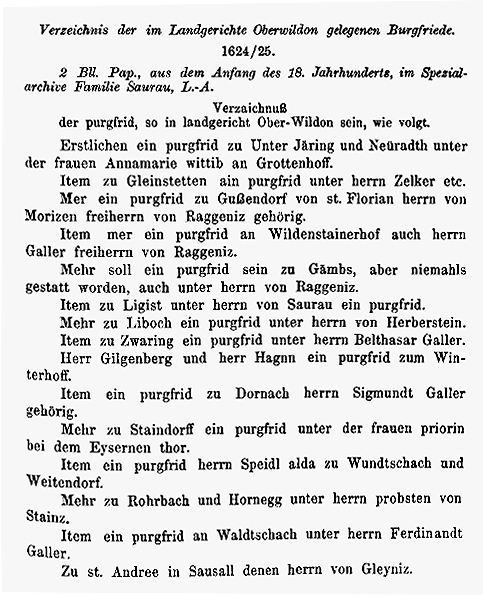
Burgfriede im Gerichtsbezirk des Landgerichtes Oberwildon im 17. Jahrhundert (Archiv Saurau in Graz)

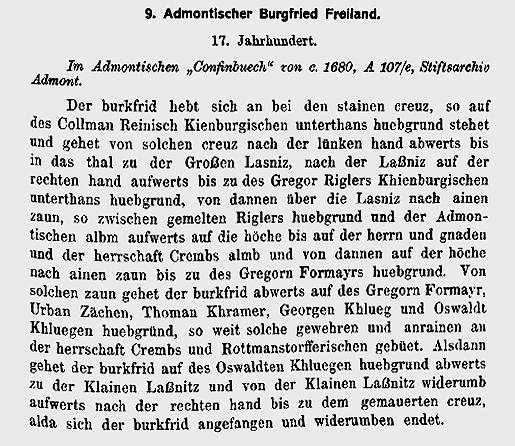
Beispiel einer Burgfriedsbeschreibung aus dem 17. Jahrhundert (Freiland)

Burgfriede waren nicht zwingend mit dem Besitz einer Burg verbunden. Sie wurden zwar in der Regel in mehr oder minder großem flächenmäßigen Umfang auch an Besitzer von Burgen und Schlössern verliehen, es erhielten aber auch Städte, Klöster und andere Grundherrschaften, wie z. B. jene von Privatpersonen, Burgfriede zuerkannt.
Ein Burgfried konnte eine ganze Grundherrschaft umfassen. Im Sprengel eines Landgerichtes konnten mehrere Burgfriede verschiedener Grundherrschaften und unterschiedlicher Größe liegen.
Neben den strafrechtlichen Befugnissen, die sich aus einem Burgfried ableiteten, bestanden weiterhin die anderen Rechte, die sich aus der Rechtsstellung einer Grundherrschaft zu ihren Untertanen ergaben. In einem Burgfried waren damit strafrechtliche und verwaltungsrechtliche Angelegenheiten gemeinsam von der Grundherrschaft zu erledigen. Die Rechte eines Burgfriedes konnten auf andere Formen der Gerichtsbarkeit bis hin zur Blutgerichtsbarkeit erweitert werden, die im Allgemeinen den Landgerichten zustand. Ein Burgfried (oder Teile davon) konnte zu einem eigenständigen Landgerichtssprengel werden. Daraus ergab sich eine teilweise starke Zersplitterung der Gerichtsbezirke im 17. und 18. Jahrhundert.
Aufzeichnungen über Burgfriede finden sich in Gerichtsbeschreibungen, Urbaren, Grenzbeschreibungen und Archiven der Grundherrschaften. Zusammenfassende Aufzeichnungen, in welchen Gebieten welche Burgfriede existierten und mit welchen Rechten diese verbunden waren, existieren in unterschiedlichen Formen für eine Reihe von Ländern oder Herrschaftsbereichen. Beispielsweise sind steirische Burgfriede in einer Gerichtsbeschreibung aus 1914 publiziert, zu der 1987 ein Nachtrag erschien.
Mit dem Begriff Burgfrieden, der das (friedliche) Verhalten von Streitparteien an einem konkreten Ort, somit eine Art Waffenstillstand bezeichnet, hat der Begriff nichts zu tun, im Gegenteil: Ein Burgfried gab dem Berechtigten das Recht, Eingriffe in dieses Recht von innen oder von außen auch mit Gewalt abzuwehren. Ebenso inhaltlich nichts mit „Burgfried“ zu tun hat das Wort Bergfried, das den Teil einer Burg (auch Wehrturm, Wohnturm, Donjon) bezeichnet, aber mit Burgfrieden verwechselt werden kann.